# ユール (ノルウェー)

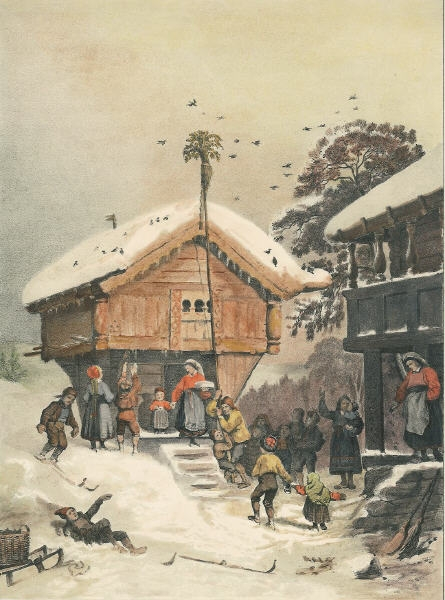
「Norsk juleskik」（ノルウェーのクリスマス習慣）、1846年 Adolph Tidemand作

ユール（諾: Julまたは諾: Jol）は、スカンディナヴィアおよびスコットランドのクリスマスシーズンを示す言葉である。元来、「Jul」はゲルマン暦 (Germanic calendar) における月の名前であった。「Jul」の意味は、スカンディナヴィアに広まった特定の行事ではなく、時期を示していた。現代では、「Jul」は11月中旬から1月中旬の、クリスマスから新年を迎える週を最盛期とする期間に広がった。
「Jul」という単語はノルウェー、スウェーデン、アイスランド、グリーンランド、デンマーク、スコットランドおよびフェロー諸島にわたり一般的である。
「ユール」の正式な開始は12月24日の午後に国中の教会堂鐘 (Church bell) が鳴り響くことで告げられる、より正確には8週間にわたる行事である。これには次の6つの時期がある：ユールボード、アドベント、ユールアフトン（Julaften）、ロムユール（Romjul）、新年（Nyttår）および公現祭（Epiphany、シーズン13日目であり最終日）。
現代の祝祭は主に教会歴に基づき、いくつかの宗教改革前、紀元前の要素を保持している。
スカンディナヴィアの主な行事はクリスマス・イヴ（ユールアフトン、Julaften）であり、この日のユーレボール（クリスマスパーティー）でクリスマス料理が供され、贈り物を交換する。

## ノルウェー語の起源
| ユールの月 |          |          |
| 年         | 開始日   | 最終日   |
| 2012       | 11月13日 | 12月13日 |
| 2013       | 11月3日  | 12月3日  |
| 2014       | 11月22日 | 12月22日 |
| 2015       | 11月11日 | 12月11日 |

「Jul」および「Jol」は、オーディンの別名ノルウェー語、「Jòlnir」または「Ýlir」から派生した。それは、半年にわたる冬の第二の月（新月から新月まで）、およそ11月の新月から12月の新月の間であった。この時期は、屠殺する動物は太り、小麦は作られ、秋の仕事はすべて終わり、祝祭の季節であった。
祝祭の時期は文献により様々である。例えばGulating法では、農民は最低3つの農家が参加するビールを飲むパーティが課せられた。近隣の農家が非常に遠い場合に困難であり、パーティを開いたかのように多くのビールを醸造しなければならない。ビールは11月1日まえに準備しなければならない。
法律の文言により、ビールが必須の2つの祝祭がある。1つは感謝祭（3つの農家が参加）、2つ目が家族での小さなパーティである。

## 食事
クリスマスイブに供される伝統料理は、地域や入手しやすさにより様々である。北部ノルウェー、西部ノルウェーでは、ピンネヒョット（Pinnekjøtt、蒸した塩蔵マトンのリブ） とルートフィスク（Lutefisk）が一般的な料理であり、より北部の地域ではルートフィスクが多数となる。東部ノルウェーでは、豚肉リブのローストがより一般的である。
他に人気がない伝統料理、例えば、スマルヴ（Smalahove、マトンの頭の燻製）、茹でた新鮮なタラ、ラクフィスク（Rakfisk）、Morrpølse、Medisterkaker およびMedisterpølser（豚挽き肉で作るダンプリングとソーセージ）もある。さらに、近年シチメンチョウがユールで味わう料理に加わった。
粥はユールに1度食べるノルウェー料理の主食である。どこかに1粒のアーモンドあってアーモンドを取った人が賞品（Almond present）を得るもので、この習慣は広く伝わっている。賞品は通常マジパンの豚であるが、チョコレートやキャンディのこともある。伝統によると、1杯の粥を予測できないニッセ（守護精霊のノルウェーでの呼び名）に用意する。ニッセは、それぞれの農家の納屋に住んでおり、もてなさないといたずらすることを除き、サンタクロースと類似している。
ビール醸造 (Brewing) はユールの季節向け準備と密接な関係があり、ノルウェーのブルワリーのほとんどは伝統的なクリスマスビールを販売する。クリスマスビールは一般的なノルウェーのラガーよりも濃く、度数が高く、より風味がある。ブルワリーはまた、特別なソーダ、Julebrus も製造する。アクアビットもまた一般的な食前酒であり、消化のよくない、しばしば脂の多い肉と共に供される。
伝統的に7種類のユーレカーケ（julekaker）、クリスマス向けペイストリーとコーヒーブレッドが定められている。しかしながら、権威ある一覧が存在しないため、多種多様である。ジンジャーブレッドおよびジンジャーブレッドハウスは一般的に砂糖のフロスティングで飾られる。ジンジャーブレッドのクッキーで窓やクリスマスツリーを飾る場合もある。

## ユールの時期

### ユールボード
ユールボードの期間は11月に始まり、アドベントの開始と重複する。この期間、Gulatingに定められた公共パーティのようなパーティが開かれる。西暦1000年から時代が変化するにつれ、従業員のパーティ1回と他の組織団体のパーティが一般的で、大企業では多数の顧客を招き、学校や幼稚園ではアルコールなしのパーティが開かれる。
職場のパーティは従業員のみであり家族は招待されない。

### アドベント
アドベントはクリスマスの4つ前の日曜日に開始する。詳細はアドベントの記事を参照のこと。
12月1日から24日に、子供達には自分用のアドベントカレンダーがあり、クリスマスまでの毎日の小さなプレゼントが入っている。典型的にはチョコレートのような菓子、小さな玩具、またはカレンダーを通して数年後により大きなレゴを組み立てることを奨めるレゴの小さな部品が入っている。

#### リトルクリスマス
12月23日はまた「リトルクリスマス・イヴ」の特別な日である。すでに準備していない場合、この日にクリスマスツリーを飾ることが多い。翌日の予告として、子供が小さなプレゼントを開けることを許すこともある。

### ユールアフトン（Julaften）
クリスマス・イヴ

### ロムユール（Romjul）
ロムユールは、クリスマス・イヴから大晦日までの間の週である。
クリスマスの初日と2日目（12月25日と26日）は聖なる日で、すべての仕事は休みとなる。
12月25日は、ごく私的な休日とされ、通常家族だけで過ごす。12月26日には非常に一般に親しい友人を招いて、クリスマス・イヴから残っている料理やケーキを食べ尽すことが非常に一般的である。

#### ユールブッキ（Julebukk ）
ワイルドハントが根拠と思われる古い伝統で、子供達が着飾って近所を訪れ、クリスマス・キャロルを歌うお返しに菓子やナッツ、クレメンタイン (Clementine) を受け取る。この伝統は地域により様々であり、ある地域ではこれをクリスマス・イヴから大晦日 (New Year's Eve) の間に行い、他の地域では大晦日だけに行う。大人も着飾って、お菓子を受け取るかわりにスナップス (Snaps) がふるまわれる場合がある。

### 新年（Nyttår）
12月31日は通常、仕事は半日で終わる。夕方に家族でクリスマス・イヴのディナーと同様のディナーパーティを開くことが多い。午後0時が近づくと、家を出て近所の人と一緒に花火をしてお互いに祝福するのが一般的である。

### 公現祭（Epiphany）
ユールが終了する正確な日は様々で、最も一般的な日はクリスマスから13日目である。この日に、クリスマスツリーを家から片付けてクリスマスの飾りを外さなければならない。